# Formica transmontanis
Formica transmontanis är en myrart som beskrevs av André Francoeur 1973. Formica transmontanis ingår i släktet Formica och familjen myror. Inga underarter finns listade i Catalogue of Life.

## Bildgalleri

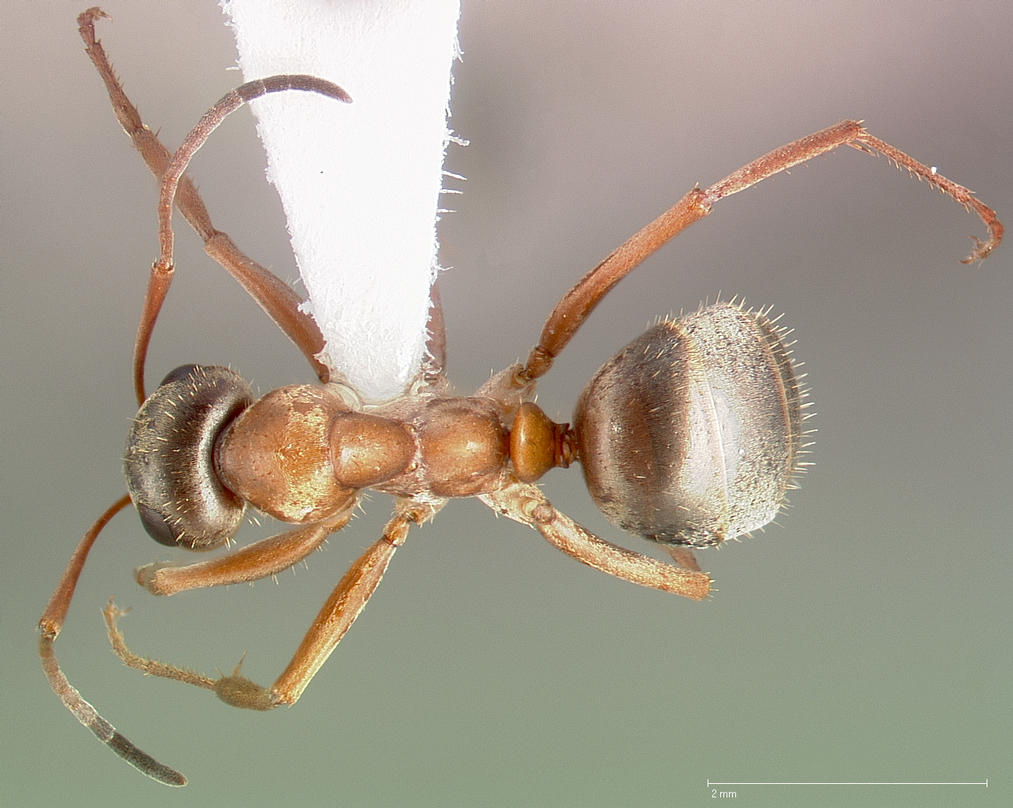
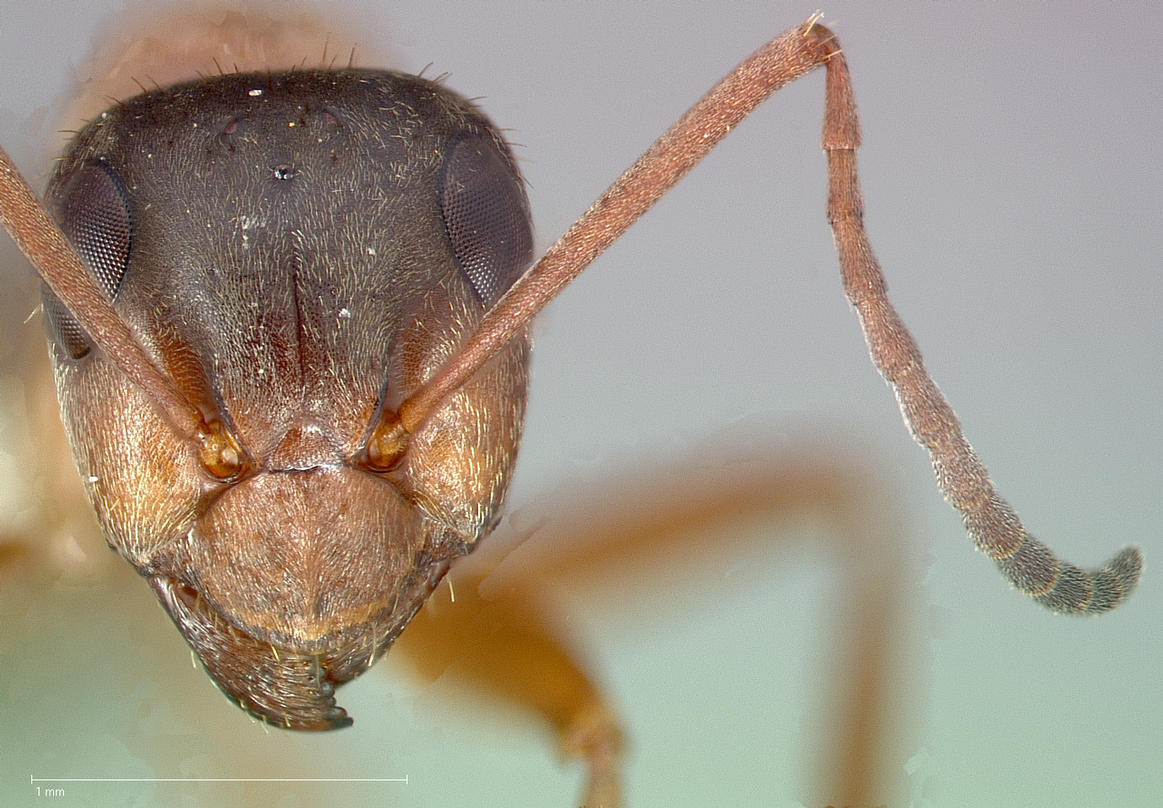
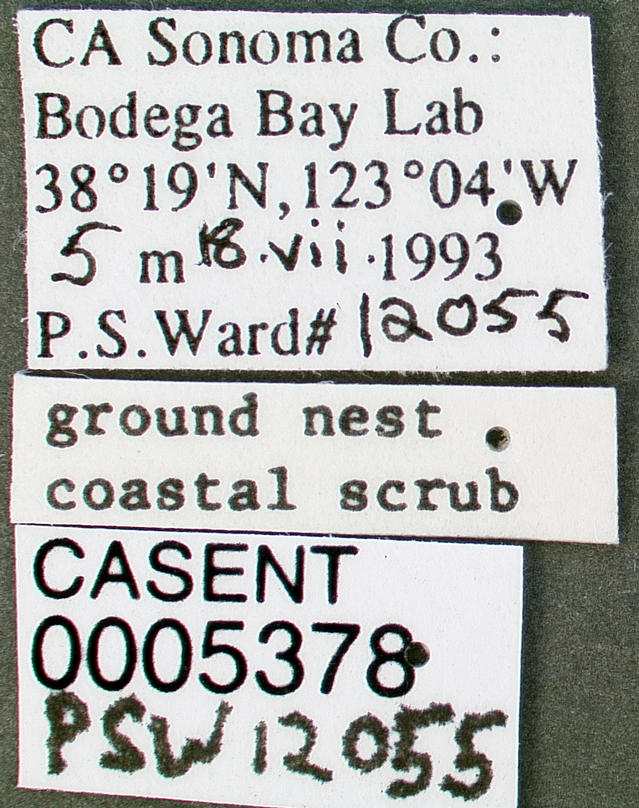
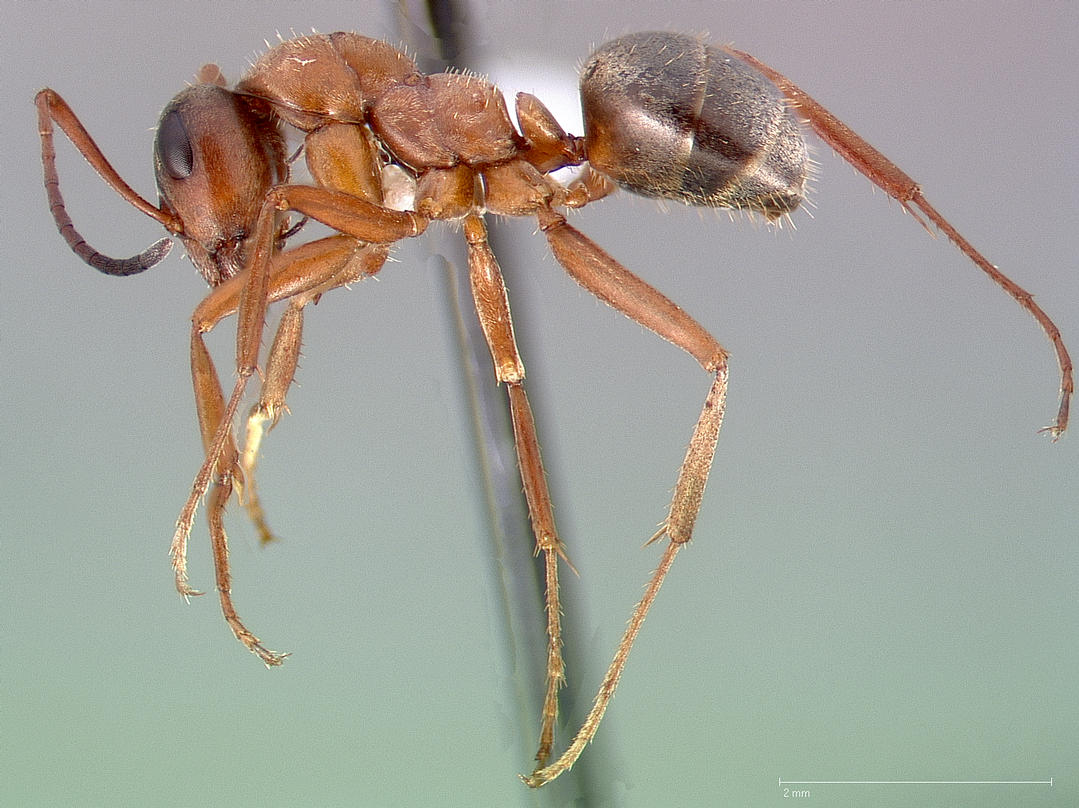